# Дикая собака Динго, или Повесть о первой любви
«Ди́кая соба́ка ди́нго, и́ли По́весть о пе́рвой любви́» — повесть советского детского писателя Рувима Фраермана, написанная в 1939 году. Впервые опубликована в июльском (№ 7) номере советского литературного журнала «Красная новь» (стр. 3—54), в том же году вышла отдельной книгой в издательстве «Детиздат» тиражом 25 000 экземпляров и в издательстве «Советский писатель» тиражом 10 тыс. экземпляров. В 1940 году повесть была дважды переиздана «Детиздатом» — тиражом 25 тыс. и 47 тыс. экземпляров.
В 1962 году на киностудии «Ленфильм» режиссёром Юлием Карасиком по повести снят художественный фильм «Дикая собака динго».
В 2013 году повесть включена в список «100 книг», рекомендованный школьникам Министерством образования и науки Российской Федерации для самостоятельного чтения.

## История создания
По словам автора, замысел написания повести возник у него на Дальнем Востоке, где Фраерман «наблюдал много примеров дружбы тунгусских мальчиков-подростков с русскими девочками, примеров истинного рыцарства и преданности в дружбе и любви».
Сюжет повести созревал у автора в течение нескольких лет. Когда он оформился, писатель закрылся от всех в рязанской деревне Солотче. Жена Фраермана позже вспоминала, что, приступив к работе в декабре 1938 года, он завершил повесть уже через месяц.

«Я думал о ней в тревожные предвоенные годы. Мне захотелось подготовить сердца моих юных современников к грядущим жизненным испытаниям. Рассказать им что-то хорошее, <…> показать очарование первых робких встреч, зарождение любви высокой, чистой».— Рувим Фраерман.
По мнению исследователя творчества Фраермана Владимира Николаева, прототипом Тани является дочь писателя от первого брака Нора Коварская, ставшая впоследствии журналистом.

## Содержание
Действие происходит в дальневосточном посёлке, где живут Таня Сабанеева и нанайский подросток Филька. Однажды в эти же края из Москвы приезжает отец девочки с новой семьёй — женой Надеждой Петровной и её племянником Колей. Новая жена отца хорошо относится к девочке, а вот отношения Тани с отцом и его приёмным сыном выстраиваются сложно. Смятение Тани не ускользает ни от учительницы, ни от преданного Фильки.
Один из самых драматичных эпизодов повести связан с бураном. Пытаясь помочь Коле, растянувшему себе мышцу на катке, Таня усаживает товарища в нарты, запряжённые собаками. Те, увидев на дороге лошадь, убегают за ней и исчезают. Дети остаются одни среди метели. Девочка, не теряя присутствия духа, поддерживает Колю до тех пор, пока не появляются пограничники на лыжах. В конце повести герои расстаются. Танина мать решает уехать из города, и это известие с болью воспринимается и Колей, и Филькой.

«Книга Фраермана „Дикая собака динго, или Повесть о первой любви“ — это полная света, прозрачная поэма о любви между девочкой и мальчиком. Такая повесть могла быть написана только хорошим психологом. Поэтичность этой вещи такова, что описание самых реальных вещей сопровождается ощущением сказочности».— Константин Паустовский.

## Отзывы и рецензии
Советские критики весьма прохладно встретили выход книги Фраермана. Так, А. Марголина опубликовала в сборнике «О детской литературе» («Просвещение», 1950) статью «Советская повесть о детстве», в которой отметила, что и Таня Сабанеева, и автор повести настолько погружены в свои «изысканные и возвышенные переживания», что не замечают движения «большой интересной жизни». В редакцию журнала «Красная новь», разместившего на своих страницах «Дикую собаку динго…», поступали письма, авторы которых считали неправильным уход Тани «в чувственный приватный мир». Среди вопросов, задаваемых рецензентами, были такие: «Как могло случиться, чтобы советский писатель написал, а редакция советского журнала напечатала повесть, в которой утверждается идея возврата к первобытной природе, к первозданному инстинкту, к примитивной, натуральной жизни?»
Впоследствии Рувим Фраерман вспоминал, что новые задачи, ставившиеся перед литераторами в 1930-х годах, порой казались непонятными поэтам и прозаикам, привыкшим писать «по лекалам классики». Писатель рассказывал, что, согласно договору, он должен был представить издателям школьную повесть: «Что это за школьная повесть, ясно никто себе не представлял. Но требовали. Споров было много, а я так и не мог понять, о чём же надо писать».

## Художественные особенности
По словам слависта Марины Балиной, повесть «Дикая собака динго...», рассказывающая об «эмоциональном взрослении ребёнка», плохо вписывалась в идеологические каноны 1930-х годов. В ней практически не отображается созидающая роль коллектива, внутри которого, в соответствии с установками того времени, должно было происходить воспитание чувств; в произведении отсутствует деление на положительных и отрицательных героев. В «Дикой собаке динго…» соединились традиции русской классической прозы с элементами приключенческого жанра — в итоге образовалось «грустное повествование о неизбежности потерь и необходимости жизненных компромиссов».